# Мартин, Кэти
Кэти Мартин (Catherine Rosemary Martin; род. в апреле 1955) — британский ботаник, цитолог, биоинженер, специалист по культуре томата.
Член Лондонского королевского общества (2018), доктор философии (1981), сотрудница John Innes Centre (с 1983) и профессор Университета Восточной Англии.

## Биография
Окончила с отличием Кембриджский университет по естественным наукам (1977) и там же в 1981 году получила степень доктора философии по биохимии, после чего в 1981—1983 гг. являлась исследовательским фелло.
C 1983 года сотрудница John Innes Centre, с 1998 года преподаёт в Университете Восточной Англии.
Приглашённый профессор Копенгагенского университета (2006—2011).
В 2008—2013 гг. главред Plant Cell, член редколлегии с 2000 года; с 2015 года ассоциированный редактор Plant Physiology.
Соучредитель (c Jonathan D. G. Jones) компании Norfolk Plant Sciences.
Член EMBO и AAAS, фелло Американского общества ботаников (2017).
У неё обучалась профессор Кембриджского университета, ботаник Беверли Гловер.
MBE (2013).
Отмечена BBSRC ‘Most Promising Innovator’ (2014). Почётный доктор Копенгагенского университета.
Автор 144 публикаций в рецензируемых научных журналах, в частности в Nature, Nature Biotechnology, Cell, EMBO Journal, EMBO Reports, PNAS.
Автор семи патентов.